# Moravské Knínice
Moravské Knínice település Csehországban, a Brno-vidéki járásban. Moravské Knínice Brno, Rozdrojovice, Jinačovice, Čebín, Kuřim és Chudčice településekkel határos. Lakosainak száma 1152 fő (2024. január 1.).

## Népesség
A település lakosságának változását az alábbi diagram mutatja:
| Lakosok száma | 708  | 773  | 806  | 803  | 799  | 763  | 927  | 982  | 1113 | 1152 |
|               | 1869 | 1890 | 1921 | 1950 | 1980 | 2001 | 2017 | 2019 | 2022 | 2024 |